# Пут полиола
Пут полиола, сорбитол - алдоза редуктаза пут, један је од метаболичких процеса који вишак глукозе разлаже на сорбитол који се затим конвертује у фруктозу. Овај пут један је од најзначајнијих механизама, који се све више истражује, јер треба да објасни, макар делимично, ћелијску токсичност у дијабетесној хипергликемији. Пут полиола најчешеће се активира код шећерне болести, и одговоран је за бројне компликације, као што су микроваскуларна оштећења мрежњаче (дијабетесна ретинопатија), бубрега (дијабетесна нефропатија) и нерава (нерава).
Како сорбитол не може да прође кроз ћелијску мембрану он се акумулира и производи „осмотски стрес“ у ћелијама извлачењем воде у инсулин-независним ткивима.

## Маханизам
За нормалну функцију ћелијама је потребна енергија коју оне стварају из глукозе у физиолошким процесима оптималне гликорегулације. Међутим, у условима хипергликемије вишак глукоза коју ћелије на могу искористити улазе у метаболизам преко пута полиол у коме га редуктаза алдозе претварају у сорбитол, да би затим сорбитол дехидрогеназа оксидисала сорбитол у фруктозу, уз помоћ полиол дехидрогеназе (NADH) у никотинамид аденин нуклеотид (NAD+). Хексокиназа може да врати молекуле глукозе на пут гликолизе фосфорилацијом фруктозу и формирањем фруктоза 6-фосфата. Међутим, код неадекватно контролисаних болесника са шећерном болешћу, који имају константно висок ниво глукозе у крви - који је виши него што пут гликолизе може да обради - настаје супротна реакција чији је крајњи биланс фаворизовање производње сорбитола.
Активност пута полиола може такође да допринесе исцрпљивању NAD(+) у интрацелуларној хипергликемији, преносом еквиваленте редукције из пентозафосфатног пута (AR катализованом оксидацијом NADH) у Embden-Meyerhof пут (редукцијом NAD(+) на NADH, уз помоћ катализатора сорбитол дехидрогеназе).
Унутарћелијска потрошња NADPH такође доводи до смањене синтезе NO•, пошто је NADPH кофактор NO у процесу који синтетише азот моноксид из Л-аргинина. У таквим условима метаболизам NO• може бити прекомеран што резултује производњом супероксидних анјона због високе интрацелуларне концентрације глукозе. Супероксид анјон укључен је физиолошку инактивацијју NO•, у којој се генерише пероксинитрит (ONNO•) који је веома јак оксидант, и претвара NO2 у OH•. Верује се, да ће се NO• у том процесу везати за протеине ендотелијума (нпр., колаген) који садржи АGE, и на тај начин њихово ширења у глатким мишићним ћелијама постаје ограничено. Тако, повећан ниво интрацелуларних концентрације глукозе резултује поремећајима у метаболизму NO•, који могу довести до васкуларних компликација у ДМ.

## Патофизиологија
У шећерној болести пут полиола (сорбитол-алдоза редуктаза пут), постаје активан дејством високих нивоа глукозе у оргаанизму. Пут полиола, је заправо један од метаболичких процеса који вишак глукозе разлаже на сорбитол који се затим конвертује у фруктозу. Бројне студија показале су да се ниво глукозе у енормно високим концентрацијама у шећерној болести, пре свега, метаболише преко пута полиола који може довести до вишка сорбитола и мањка глутатиона и последично резултује ранзним васкуларним компликацијама у мрежњачи због ограниченог растезања глатких мишићних ћелија, услед губитака васкуларних перицита и задебљање базалне мембране.
Цео механизам пута полиола постаје активан након што висок унутарћелијски ниво глукозе може заситити нормалане путеве у метаболизму глукозе, тако да преостала глукоза након подмирења свих потребних метаболичких процеса у организму, остаје у вишку. Тако створени вишак глукозе, може доспети у до тада неактиван алдоза редуктаза пут или пут полиола. На том пут алдоза редуктаза претвара глукозу у сорбитол користећи у том процесу никотин амид аденин динуклеотид фосфат (NADPH) као кофактор. Сорбитол се у том процесу даље оксидира до фруктозе преко сорбитол дехидрогеназе са NAD(+) као кофактором. Као што видимо NADPH је неопходан за активност алдоза редуктазе. Стога, интезивирање пута полиола доводи до повећане потрошње NADPH. Антиоксидативни ензими као што су глутатион редуктазе која регенерише редуковани глутатион такође захтева NADРН. У складу са овим променама, повећан је утрошак овог кофактора што доводи до ниже активности глутатион редуктазе, што умањује интрацелуларну концентрацију редукованог глутатиона, доводи до редокс-неравнотеже и индукције окидантивни стрес.
Такође и хиперпродукција NADPH и повећање односа са NADH/NAD доводи до променеа у саставу ензима и доприносе формирању реактивних метаболита који могу довести до ћелијске дисфункције и оштећења, које накнадно могу изазвати дисфункцију и евентуалне губитке перицита, и задебљања базалне мембране.